# John Michael Edwards
John Michael Edwards (ur. 11 marca 1991 w Louisville) – amerykański kierowca wyścigowy.

## Kariera
Edwards rozpoczął karierę w wyścigach samochodowych w 2004 roku od startów w Skip Barber Southern Regional Series oraz w Narodowych Mistrzostwach Formuły Dodge. Uplasował się tam odpowiednio na piątej i siódmej pozycji w klasyfikacji generalnej. W tym samym roku wystartował również gościnnie w Formula TR Pro Series FR 1600. W późniejszych latach pojawiał się także w stawce Europejskiego Pucharu Formuły Renault 2.0, Niemieckiej Formuły Renault, Północnoeuropejskiego Pucharu Formuły Renault 2.0, Champ Car Atlantic Championship, International GT Open, Star Mazda (mistrz w 2008 roku), Atlantic Championship (mistrz w 2009 roku), Grand-Am – Continental Tire Sports Car Challenge, Grand American Rolex Series oraz American Le Mans Series.